# Anders Overgaard Bjarklev
Anders Overgaard Bjarklev (født 2. juli 1961) er en dansk professor, ph.d. og dr.techn., der siden 1. november 2011 har været rektor for Danmarks Tekniske Universitet (DTU), hvor han efterfulgte Lars Pallesen. Han har været formand for Danske Universiteter siden d. 2. september 2015.
Bjarklev er uddannet fra DTU, hvor han blev civilingeniør i 1985, ph.d. i 1988 og dr.techn. i 1995. Fra 2004 var han institutdirektør for DTU Fotonik, og fra 2010 til sin udnævnelse som rektor var han universitetets prorektor.
Han har blandt andet forsket i optiske fibre og optoelektronik, hvilket har afstedkommet flere patentansøgninger, etableringen af to selskaber samt mere end 150 videnskabelige artikler i internationale publikationer. Han har desuden fungeret som referee på en række videnskabelige tidsskrifter, eksempelvis Science og Nature.
I 2004 modtog Bjarklev Villum Kann Rasmussens Årslegat til Teknisk og Naturvidenskabelig Forskning, uddelt af Villum Fonden, på 1,5 millioner kroner.